# Eremita (album)
Eremita – czwarty album norweskiego multiinstrumentalisty i wokalisty Ihsahna. Wydawnictwo ukazało się  18 czerwca 2012 roku nakładem wytwórni muzycznych Mnemosyne Records i Candlelight Records. W dniu premiery materiał został udostępniony bezpłatnie w formie digital stream na platformie AOL Music. Płyta zadebiutowała na 34. miejscu listy Top New Artist Albums (Heatseekers) w Stanach Zjednoczonych. W pracach nad płytą muzyka wsparli m.in. kanadyjski wokalista Devin Townsend oraz amerykański gitarzysta Jeff Loomis, znany m.in. z występów w zespole Nevermore. 

## Lista utworów
Opracowano na podstawie materiału źródłowego.
| Nr  | Tytuł utworu                   | Autorzy | Długość |
| --- | ------------------------------ | ------- | ------- |
| 1.  | „Arrival”                      | Ihsahn  | 05:40   |
| 2.  | „The Paranoid”                 | Ihsahn  | 04:43   |
| 3.  | „Introspection”                | Ihsahn  | 05:37   |
| 4.  | „The Eagle and the Snake”      | Ihsahn  | 08:47   |
| 5.  | „Catharsis”                    | Ihsahn  | 04:50   |
| 6.  | „Something Out There”          | Ihsahn  | 05:09   |
| 7.  | „Grief” (utwór instrumentalny) | Ihsahn  | 02:21   |
| 8.  | „The Grave”                    | Ihsahn  | 08:18   |
| 9.  | „Departure”                    | Ihsahn  | 07:06   |
| 10. | „Recollection”                 | Ihsahn  | 05:39   |
|     |                                |         | 58:10   |

## Twórcy
Opracowano na podstawie materiału źródłowego.
| - Ihsahn – śpiew, gitara, instrumenty klawiszowe, gitara basowa, realizacja nagrań, produkcja muzyczna - Devin Townsend – śpiew (3), realizacja nagrań - Heidi S. Tveitan – śpiew (9), zdjęcia - Einar Solberg – śpiew (1) - Jeff Loomis – gitara prowadząca (4) - Jørgen Munkeby – saksofon |  | - Tobias Ørnes Andersen – perkusja - Aaron Smith – realizacja nagrań - Hans Olde – okładka - Jens Bogren – miksowanie, mastering - Ritxi Ostáriz – oprawa graficzna |